# Biri-Biri
「Biri-Biri」（ビリビリ）は、日本の音楽ユニットYOASOBIの楽曲。配信限定シングルとして2023年11月18日に各種音楽配信サービスにて配信が開始された。2024年3月13日にはホワイトまたはブラックのTシャツと原作「きみと雨上がりを」を収めたポスター型ブックレットが付属したCDと、スカーレットまたはバイオレットのカラーヴァイナルの12インチアナログレコード盤が同時発売された。

## 概要
本楽曲はポケットモンスターシリーズ9作目となる『ポケットモンスター スカーレット・バイオレット』の1周年を記念したインスパイアソングとなっており、発売から一周年の2023年11月16日にYOASOBIと株式会社ポケモンにより「Biri-Biri」および英語版「Biri-Biri(English Version)」の同時配信リリースが発表された。なお、YOASOBIの制作楽曲としては初のゲーム作品とのコラボレーションとなる。原作は『ポケットモンスター スカーレット・バイオレット』の世界をベースとした武田綾乃の『きみと雨上がりを』となっており、楽曲はヒップポップ、ラップのような曲調となっている。
配信およびCDジャケットの絵柄には、『ポケットモンスター スカーレット・バイオレット』に登場するポケモン「パーモット」が、アナログ盤のジャケットの絵柄には、スカーレット盤では『ポケットモンスター スカーレット』に登場するポケモン「コライドン」、バイオレット盤では『ポケットモンスター バイオレット』に登場するポケモン「ミライドン」のシルエットがそれぞれ採用された。また、CDとアナログ盤の発売日である2024年3月13日には、Nintendo Switchにて発売された同作品で「ヨアソビのパーモット」がプレゼントとして配布された。

## ミュージック・ビデオ
本楽曲のミュージック・ビデオは楽曲の配信開始と同日の2023年11月18日22時に公開され、英語版である「Biri-Biri(English Version)」のミュージック・ビデオは12月4日22時に公開された。

## 収録内容

### 配信
| #         | タイトル                       | 作詞・作曲・編曲 | 時間 |
| --------- | ------------------------------ | ---------------- | ---- |
| 1.        | 「Biri-Biri」                  | Ayase            | 3:07 |
| 2.        | 「Biri-Biri(English Version)」 | Ayase            | 3:07 |
| 合計時間: | 合計時間:                      | 合計時間:        | 6:14 |

### CD
| #         | タイトル                       | 作詞・作曲・編曲 | 時間 |
| --------- | ------------------------------ | ---------------- | ---- |
| 1.        | 「Biri-Biri」                  | Ayase            | 3:07 |
| 2.        | 「Biri-Biri(English Version)」 | Ayase            | 3:07 |
| 3.        | 「Biri-Biri(Instrumental)」    | Ayase            | 3:07 |
| 合計時間: | 合計時間:                      | 合計時間:        | 9:21 |

### 12inch
| #         | タイトル                       | 作詞・作曲・編曲 | 時間 |
| --------- | ------------------------------ | ---------------- | ---- |
| 1.        | 「Biri-Biri」                  | Ayase            | 3:07 |
| 2.        | 「Biri-Biri(English Version)」 | Ayase            | 3:07 |
| 合計時間: | 合計時間:                      | 合計時間:        | 6:14 |

| #         | タイトル                    | 作詞・作曲・編曲 | 時間 |
| --------- | --------------------------- | ---------------- | ---- |
| 1.        | 「Biri-Biri(Instrumental)」 | Ayase            | 3:07 |
| 合計時間: | 合計時間:                   | 合計時間:        | 3:07 |

## ライブ・パフォーマンス
ライブでは、2023年12月1日に「YOASOBI ASIA TOUR 2023-2024」の初日として出演した香港のフェス「Clockenflap」において初めて披露され、12月16日と17日には韓国・ソウルでの「YOASOBI ASIA TOUR 2023-2024」としては初となる単独公演の中でも披露された。
テレビでは、2023年12月22日にテレビ朝日系列の音楽番組『ミュージックステーション SUPER LIVE 2023』において初披露された。